# Whiskey Poker
Whiskey Poker är ett kortspel som spelas om pengar och som är influerat av poker och rummy. Trots namnet är det inget riktigt pokerspel.